# Walther Kaszelik
Walther Kaszelik (* 11. Juni 1954; † 29. April 2025) war ein österreichischer Basketballfunktionär und -schiedsrichter.

## Laufbahn
Kaszelik leitete als Schiedsrichter ab 1977 Spiele in der Basketball-Bundesliga, von 1982 an wurde er auch von der FIBA als Unparteiischer eingesetzt. Als Schiedsrichter war er bis 1997 aktiv, im selben Jahr wurde ihm der Titel „FIBA-Ehrenschiedsrichter“ verliehen. Nach der Schiedsrichterlaufbahn kam er ab 1998 als Technischer Kommissar für die FIBA zum Einsatz und übte diese Tätigkeit darüber hinaus auch in Österreich aus. Als Technischer Kommissar überwachte er auf internationaler Ebene unter anderem den ordnungsgemäßen Ablauf von Partien bei mehreren Europameisterschaften, so etwa des EM-Endspiels 2007, und von Begegnungen im Europapokal.
Er bekleidete von 1997 bis 2003 das Amt des Präsidenten des Österreichischen Basketballverbandes. In seinen beiden Amtszeiten entstanden etwa der ÖBV-ÖBL-Vertrag, die erste ÖBV-Homepage und neue Nachwuchsstrukturen. 2012 wurde er zum ÖBV-Ehrenpräsidenten ernannt.
Von 1998 bis 2002 gehörte Kaszelik dem Jugendausschuss des europäischen Basketballverbandes FIBA Europa an, zwischen 2002 und 2014 gehörte er als Sicherheitsberater zum Vorstand von FIBA Europa.
Beruflich tat er als Polizist von 1974 bis 2016 Dienst in der Landespolizeidirektion Wien, zuletzt als Oberst und Stadtpolizeikommandant für Penzing und Rudolfsheim.
Kaszelik starb am 29. April 2025 im Alter von 71 Jahren, sein Grab befindet sich auf dem Friedhof Kalksburg in Wien.